# Gresik (huyện)
Gresik là một huyện và là trung tâm của tiểu vùng Gerbangkartasusilo, Đông Java, Indonesia. Cảng Gresik-Djaratan từng đóng vai trò của một trung tâm thương mại quan trọng trong thế kỷ 11, với các thương nhân đến từ Trung Quốc, Ấn Độ và Ả Rập. Năm 1974, chính quyền Indonesia thành lập huyện Gresik, và hiện là một vùng ngoại ô của thành phố Surabaya.
Gresik được chia thành các phó huyện (kecamatan): Balongpanggang, Benjeng, Bungah, Cerme, Driyorejo, Duduk Sampeyan, Dukun, Gresik, Kebomas, Kedamean, Manyar, Menganti, Panceng, Sangkapura, Sidayu, Tambak, Ujung Pangkah, Wringinanom.